# Рожанц, Марьян
Марьян Рожанц (словен.  Marjan Rožanc, 21 ноября 1930, Любляна — 18 сентября 1990, там же) — словенский писатель.

## Биография
Родился в рабочем пригороде Любляны. Получить образование помешали оккупация и война. После войны занимался ручным трудом. С 1950 проходил службу в армии на территории Сербии, за «враждебные пропагандистские высказывания» был осужден на три с половиной года тюремного заключения, вернулся в Любляну в 1955.
Был близок к христианским социалистам, дружил с Эдвардом Коцбеком, испытал влияние Кьеркегора и Унамуно. Стал одним из соиздателей альтернативного журнала Перспективы, возглавил экспериментальный театр Сцена 57. Постановка его пьесы Зеленый дом была запрещена властями. Сблизился с кругом триестинских словенских интеллектуалов (Борис Пахор и др.), критически настроенных по отношению к режиму Тито.
После публикации нескольких оппозиционных статей в триестинском журнале Мост был осужден на два с половиной года тюрьмы, но заключение переквалифицировали на условное.
В 1970-е работал спортивным менеджером (за что впоследствии получил несколько наград). В 1987 был среди авторов специального номера журнала Новое обозрение, где словенские интеллектуалы выступили с протестом против усиления роли коммунистической партии и за демократизацию страны. В 1990 на президентских выборах поддержал кандидата от демократической оппозиции Йоже Пучника.

## Творчество
Кроме романов, новелл и эссеистики (которая получила наибольшую известность), написал несколько киносценариев. Ряд его произведений экранизированы.

## Произведения
- Pravljica o modesti (1958)
- Мертвые и другие/ Mrtvi in vsi ostali, новелла (1959)
- Demon Iva Daneva, эссе (1969)
- Zračna puška, новеллы (1971)
- Slepo oko gospoda Janka, роман (1972)
- Любовь/ Ljubezen, автобиографический роман (1979, премия Фонда Прешерна)
- Vstajenje mesa, новеллы (1980)
- Hudodelci, роман (1981, экранизирован в 1987)
- Бабочка/ Metulj, роман (1981)
- Из крови и плоти/ Iz krvi in mesa, эссе (1981)
- Роман о книгах/ Roman o knjigah, роман (1983)
- Небеса/ Nebesa, роман (1984)
- Сентиментальные времена/ Sentimentalni časi, роман (1985)
- Сказка/ Pravljica, новелла (1985)
- Markov Evangelij (1987)
- Evropa, эссе (1987)
- Labodova pesem (1988)
- Lectio divina (1988)
- Свобода и народ/ Svoboda in narod, дневниковые заметки (1988)
- Indijanska zima (1989)
- Манихейская хроника/ Manihejska kronika, эссе (1990)
- Убийство/ Umor (1990)
- Требник/ Brevir, эссе (1991, посмертно)
- О свободе и Боге/ O svobodi in Bogu, избранные эссе (1995, посмертно)

## Публикации на русском языке
- Любовь // Современная югославская повесть: 80-е годы. М., 1989, с. 189—271.

## Признание
Посмертно писателю была присуждена премия Прешерна (1991). С 1993 в Словении присуждается премия Марьяна Рожанца за эссеистику, её лауреатом трижды был Драго Янчар (1993, 1995, 2006).